# Timoer Bekmambetov

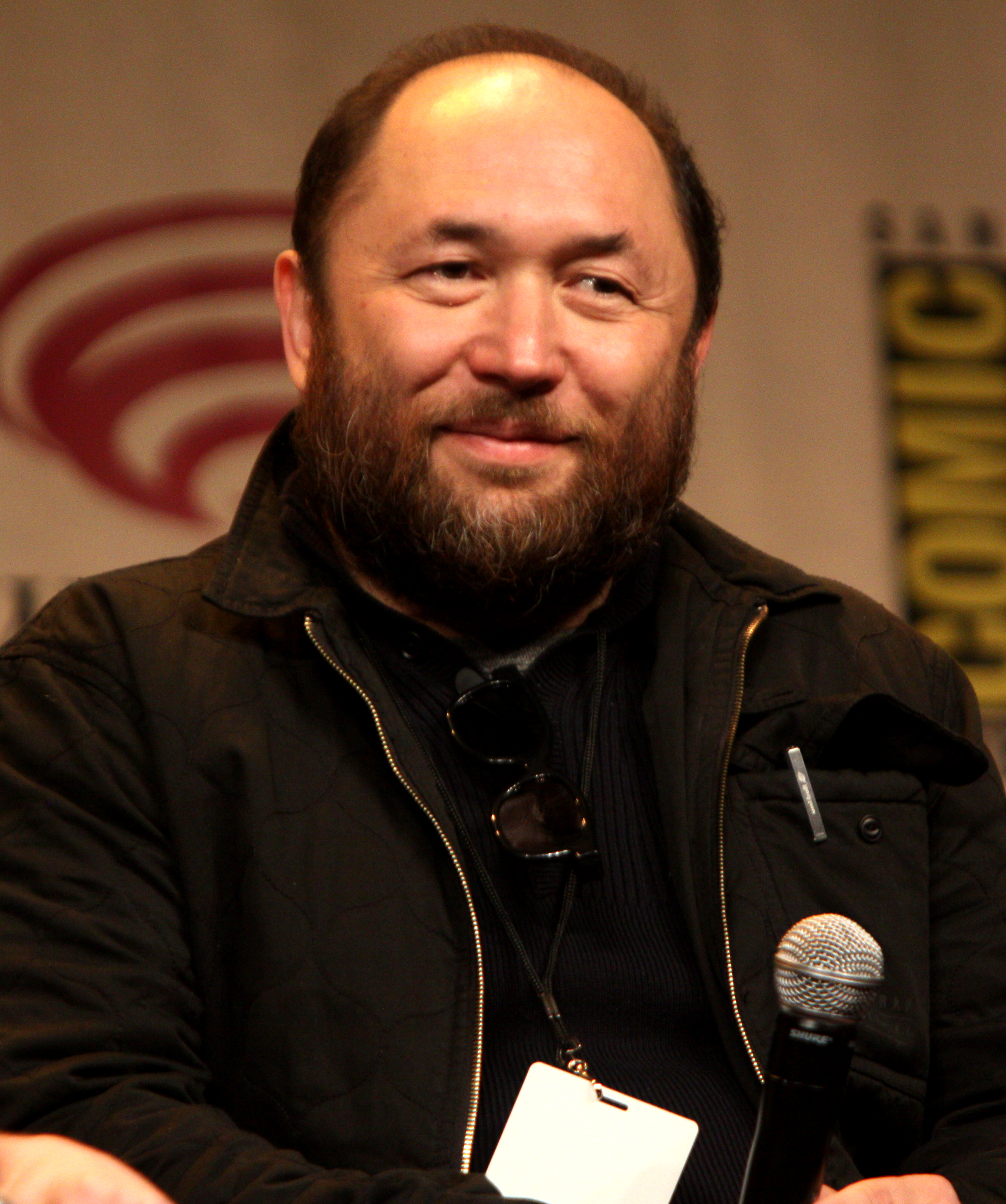
Timoer Bekmambetov

Timoer Noeroeachitovitsj Bekmambetov (Russisch: Тимур Нуруахитович Бекмамбетов, Kazachs: Темір Нұрыахытұлы Бекмамбет; Temir Nurıaxıtulı Bekmambet) (Goerjev (het huidige Atıraw), 25 juni, 1961) is een Russisch-Kazachs film- en advertentieregisseur.

## Levensloop
Bekmambetov werd geboren in de Kazachse Socialistische Sovjetrepubliek. Op zijn negentiende verhuisde hij naar Tasjkent, waar hij in 1987 afstudeerde aan het 'Theater- en Kunstinstituut vernoemd naar A. N. Ostrovski'. Na gediend te hebben in het leger werkte Bekmambetov in het Ilchomtheater en bij Oezbekfilm. Daar begon hij zijn carrière als filmregisseur. Tevens ontmoette hij hier Viktor Verzjbitski, een in Tajskent geboren acteur die Bekmambetov's nauwste collega werd. Verzjbitski speelde in bijna alle films van Bekmambetov.
Tussen 1992 en 1997 was Bekmambetov een van de regisseurs van de populaire World History-reclames voor de Bank Imperial.
In 2004 regisseerde Bekmambetov Night Watch ("Notsjnoj dozor"), een populaire Russische fantasiefilm gebaseerd op de roman van Sergej Loekjanenko. Hij regisseerde ook het vervolg, Day Watch ("Dnevnoj dozor"). Verder regisseerde hij de remake van de film The Arena uit 1974. In deze remake, eveneens getiteld  The Arena, speelden Karen McDougal en Lisa Dergan mee.
Bekmambetov's Wanted kwam uit op 27 juni 2008, en betekende Bekmambetov's Hollywooddebuut.